# Supercoupe du Mexique de football
La supercoupe du Mexique de football, aussi appelé Campeón de Campeones, est un tournoi de football professionnel mexicains. Il a été créé en 1942 lors de la création du football professionnel au Mexique et a disparu par manque d'intérêt en 2006. 
C'est une compétition qui a connu plusieurs phases, elle opposait à l'origine le Champion du Mexique et le vainqueur de la Coupe du Mexique, en cas de doublé coupe-championnat réussit par un même club la même année, celui-ci était alors déclaré campeonísimo et remportait le titre automatiquement. Après la disparition de la coupe dans les années 1990, la compétition est suspendue avant d'être relancé en 2001, elle oppose alors les vainqueurs des deux Torneos d'une saison.
Le Chivas de Guadalajara est le club qui a remporté le plus de Campeón de Campeones (7).

## Palmarès
| Saison       | Vainqueur                 | Score                  | Finaliste                 |
| 1942 Détails | CF Atlante                | 5-4                    | Real Club España          |
| 1943 Détails | CD Marte                  | 1-0                    | Moctezuma de Orizaba (es) |
| 1944 Détails | Real Club España          | 5-3                    | CF Asturias (en)          |
| 1945 Détails | Real Club España          | 3-0                    | CF Puebla                 |
| 1946 Détails | CF Atlas                  | 3-2                    | CD Veracruz               |
| 1947 Détails | Moctezuma de Orizaba (es) | 3-0                    | CF Atlante                |
| 1948 Détails | FC León                   | 1-0                    | CD Veracruz               |
| 1949 Détails | FC León                   | Campeonisimo           | -                         |
| 1950 Détails | CF Atlas                  | 3-1                    | CD Veracruz               |
| 1951 Détails | CF Atlas                  | 1-0                    | CF Atlante                |
| 1952 Détails | CF Atlante                | 1-0                    | FC León                   |
| 1953 Détails | Deportivo Tampico         | 3-0                    | CF Puebla                 |
| 1954 Détails | CD Marte                  | 3-2                    | Club América              |
| 1955 Détails | Club América              | 3-2                    | Zacatepec                 |
| 1956 Détails | FC León                   | 2-1                    | Club Toluca               |
| 1957 Détails | Chivas de Guadalajara     | 2-1                    | Zacatepec                 |
| 1958 Détails | Zacatepec                 | 1-0                    | FC León                   |
| 1959 Détails | Chivas de Guadalajara     | 2-1                    | Zacatepec                 |
| 1960 Détails | Chivas de Guadalajara     | 0-0 (a.p.) Tab : 12-11 | Club Necaxa               |
| 1961 Détails | Chivas de Guadalajara     | 1-0                    | CD Tampico                |
| 1962 Détails | CF Atlas                  | 2-0                    | Chivas de Guadalajara     |
| 1963 Détails | Club Oro de Jalisco       | 3-1                    | Chivas de Guadalajara     |
| 1964 Détails | Chivas de Guadalajara     | 2-0                    | Club América              |
| 1965 Détails | Chivas de Guadalajara     | 2-1                    | Club América              |
| 1966 Détails | Club Necaxa               | 2-0                    | Club América              |
| 1967 Détails | Club Toluca               | 1-0                    | FC León                   |
| 1968 Détails | Club Toluca               | 3-2                    | CF Atlas                  |
| 1969 Détails | CD Cruz Azul              | Campeonisimo           | -                         |
| 1970 Détails | Chivas de Guadalajara     | Campeonisimo           | -                         |
| 1971 Détails | FC León                   | 1-0                    | Club América              |
| 1972 Détails | FC León                   | 3-2                    | CD Cruz Azul              |
| 1974 Détails | CD Cruz Azul              | 2-1                    | Club América              |
| 1975 Détails | Club Universidad Nacional | 1-0                    | Club Toluca               |
| 1976 Détails | Club América              | 2-0                    | Tigres UANL               |
| 1988 Détails | Club América              | 2-1                    | CF Puebla                 |
| 1989 Détails | Club América              | 2-1                    | Club Toluca               |
| 1990 Détails | CF Puebla                 | Campeonisimo           | -                         |
| 1995 Détails | Club Necaxa               | Campeonisimo           | -                         |
| 2003 Détails | Club Toluca               | 2-1                    | CF Monterrey              |
| 2004 Détails | Pumas UNAM                | 7-3                    | CF Pachuca                |
| 2005 Détails | Club América              | 2-1                    | Pumas UNAM                |
| 2006 Détails | Club Toluca               | 2-0                    | CF Pachuca                |
| 2017 Détails | Tigres UANL               | 1-0                    | Chivas de Guadalajara     |
| 2018 Détails | Tigres UANL               | 4-0                    | Santos Laguna             |
| 2019 Détails | Club América              | 0-0 (a.p.) Tab : 6-5   | Tigres UANL               |

## Bilans
| Équipe                    | Victoires                        |
| Chivas de Guadalajara     | 7 (1957, 59, 60, 61, 64, 65, 70) |
| FC León                   | 5 (1948, 49, 56, 71, 72)         |
| Club América              | 5 (1955, 76, 88, 89, 05)         |
| CF Atlas                  | 4 (1946, 50, 51, 62)             |
| Club Toluca               | 4 (1967, 19, 03, 06)             |
| CF Atlante                | 2 (1942, 52)                     |
| CD Marte                  | 2 (1943, 54)                     |
| Real Club España          | 2 (1944, 45)                     |
| CD Cruz Azul              | 2 (1969, 74)                     |
| Club Necaxa               | 2 (1966, 95)                     |
| Pumas UNAM                | 2 (1975, 04)                     |
| Tigres UANL               | 2 (2017, 18)                     |
| Club Oro de Jalisco       | 1 (1963)                         |
| CF Puebla                 | 1 (1990)                         |
| Deportivo Tampico         | 1 (1953)                         |
| Moctezuma de Orizaba (es) | 1 (1947)                         |
| Zacatepec                 | 1 (1958)                         |

| États            | Victoires |
| District fédéral | 17        |
| Jalisco          | 12        |
| Guanajuato       | 5         |
| État de Mexico   | 4         |
| Nuevo León       | 2         |
| État de Puebla   | 1         |
| Veracruz         | 1         |
| Morelos          | 1         |
| Tamaulipas       | 1         |

## Records
Plus grand nombre de participation pour un club :
- 11 participations pour le Club América.